# La Serva (Serradell)
La Serva és un paratge format per camps de conreu abandonats del terme municipal de Conca de Dalt, a l'antic terme de Toralla i Serradell, al Pallars Jussà, en territori que havia estat del poble de Serradell.
Està situat al sud-oest de Serradell, al sud-oest de la Roca de Viudo, a l'esquerra del riu de Serradell i també a l'esquerra de la llau del Seix. És al nord-oest de les Tarteretes, al nord de la Frontera i a llevant de Bramapà.